# シュナイダーM1917C 155mm榴弾砲

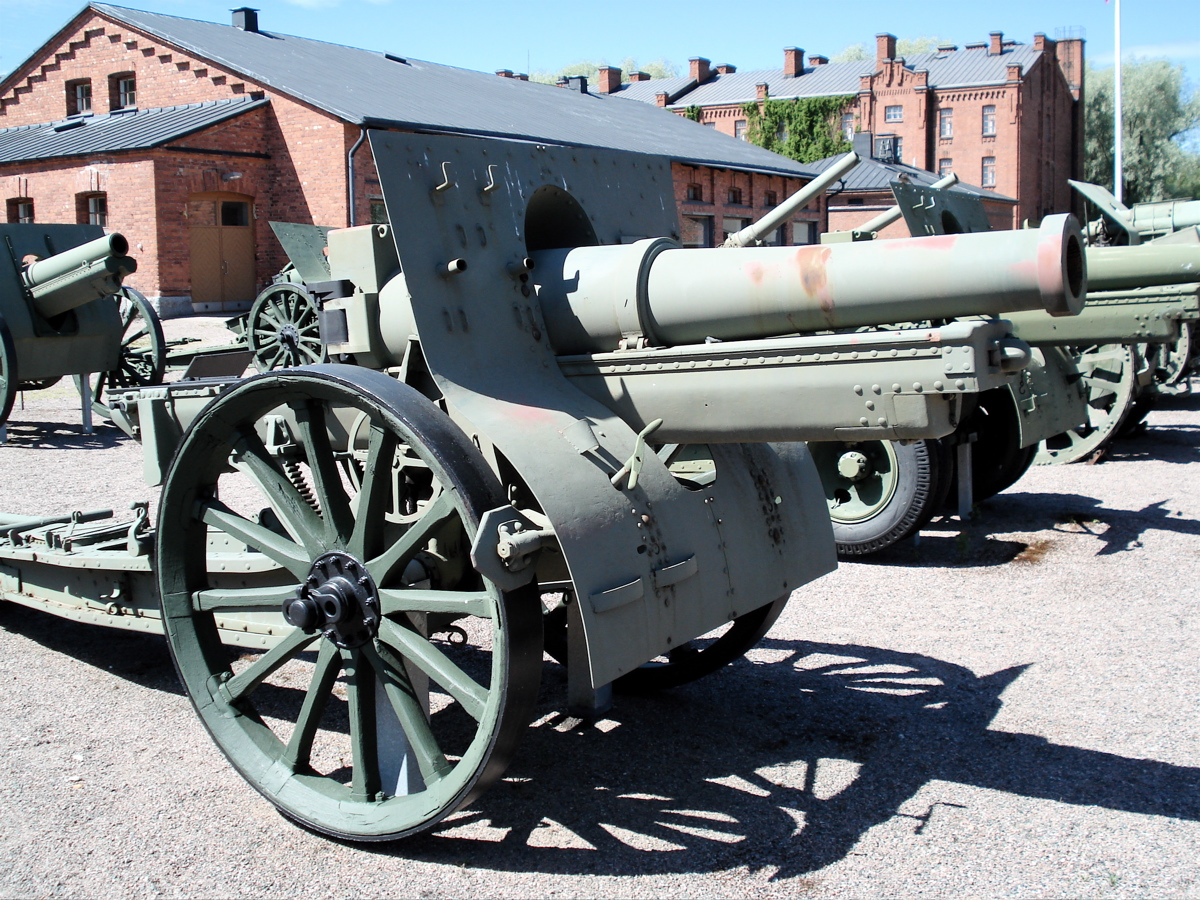
シュナイダーM1917C 155mm榴弾砲

シュナイダーM1917C 155mm榴弾砲（フランス語：Canon de 155 C modèle 1917 Schneider）とは、フランスのシュナイダー社が設計した口径155mmの榴弾砲である。フランス軍では20世紀前半の第一次世界大戦から第二次世界大戦にかけて使用された。

## 概要
第一次世界大戦においてフランス陸軍はドイツ帝国陸軍の塹壕を打ち崩すことが可能な大口径榴弾砲を必要としていた。フランスの軍需産業であるシュナイダー社はこの要求に応えて、ロシア帝国の発注に基づいて設計したM1909 152mm榴弾砲を基にM1917C重榴弾砲を設計した。
M1917榴弾砲は1917年に参戦したアメリカ軍もM1918 155mm榴弾砲として制式採用し、ライセンス生産も行ったが、1942年に国産のM114 155mm榴弾砲に更新されて退役した。また、冬戦争時にフィンランドに供与された。

## スペック
- 口径：155mm
- 全長：m（牽引時）
- 全幅：m
- 重量：2,300kg
- 砲身長：2,987mm（19.3口径）
- 仰俯角：0°~+42.33°
- 左右旋回角：6°
- 運用要員：名
- 発射速度：4発/分（最大）、2発/分（連続射撃時）
- 射程：11,300m
- 生産期間：1916年~年
- 生産総数：門